# À prendre ou à laisser (jeu télévisé)
Pour les articles homonymes, voir À prendre ou à laisser.
 (novembre 2020).
- Si vous ne connaissez pas le sujet, laissez ce bandeau (vous pouvez alors contacter les auteurs).
- Si vous supprimez le contenu mis en cause (vous pouvez préalablement contacter les auteurs),

argumentez précisément cette suppression dans la page de discussion
(un manque de référence n'est pas un argument ; une recherche réelle de référence doit avoir été effectuée, être formellement documentée).
 (novembre 2020).
Si vous disposez d'ouvrages ou d'articles de référence ou si vous connaissez des sites web de qualité traitant du thème abordé ici, merci de compléter l'article en donnant les références utiles à sa vérifiabilité et en les liant à la section « Notes et références ».
À prendre ou à laisser  (parfois abrégé APOAL) est un jeu télévisé français adapté du jeu néerlandais Miljoenenjacht, plus connu sous le titre de ses adaptations anglophones, Deal or No Deal. Ce jeu est produit par Hervé Hubert pour Tête de prod, filiale d'Endemol France.
Le jeu est diffusé sur TF1 entre 2004 et 2006, puis entre 2009 et 2010, et est présenté par Arthur. Il est ensuite diffusé sur D8 entre 2014 et 2015, et est présenté par Julien Courbet. L'émission revient sur C8 en 2020, présentée par Cyril Hanouna puis par Christophe Dechavanne du 14 juin au 25 juin 2021.
Des rediffusions ont également été proposées sur la chaîne belge AB3 en 2010 et sur RTL9 du 20 août 2012 au 3 janvier 2013.

## Principe
Ce jeu repose sur le hasard.
Sur le plateau, jusqu’à 24 candidats sont présents, chacun possède une boîte. Ces dernières ont été réparties au hasard par un huissier de justice dans lesquelles se cachent des sommes d'argents différentes pour chacune d’entre elles. Une échelle des gains répertorie les sommes des différentes boîtes que l'un des candidats pourra être amené à remporter à l’issue de l’émission. Seuls l’huissier et un banquier connaissent le contenu des boîtes.
Au début de l’émission, un tirage au sort est effectué pour désigner le candidat qui jouera lors de cette émission en sachant que les candidats reviennent à l'émission suivante tant qu’ils n’ont pas été sélectionnés, celui qui sera tiré au sort rejoint l’animateur au centre du plateau avec sa boîte.
Le candidat devra ouvrir une à une les boîtes des autres candidats restants, à chaque ouverture, une somme est découverte et sera retirée de l’échelle des gains, cette somme est alors définitivement perdue car celle-ci n’est pas dans la boîte du candidat du jour.
Après un certain nombre d'ouvertures, l'animateur recevra un coup de fil du banquier, ce dernier proposera des offres que le candidat peut choisir d'accepter ou de refuser. Une fois son choix effectué, le candidat continue alors d'ouvrir les boîtes les unes après les autres jusqu'au prochain coup de fil et ainsi de suite jusqu'à la fin du jeu.
Ce n’est qu’après avoir ouvert toutes les autres boîtes que le candidat pourra ouvrir et découvrir la somme contenue dans sa propre boîte. Celle-ci sera alors le gain remporté par le candidat du jour à condition de ne pas avoir accepté une offre de rachat du banquier.
Ce gain sera partagé avec un téléspectateur (sauf lorsque la somme est reversée à une association).

## Le Banquier
Le Banquier est une personne dont la véritable identité est inconnue. Au cours du jeu, le banquier appelle régulièrement l'animateur pour proposer une offre au candidat qu'il peut accepter ou refuser. Une fois la décision du candidat prise, celui-ci tape trois fois sur sa boîte pour accepter ou refuser l'offre du banquier. Durant quelques émissions à partir du 13 mars 2006, à la manière de la version américaine Deal or No Deal, un buzzer à clapet était posé sur la table. Une fois l'offre du banquier énoncée, Arthur lève le clapet ; si le candidat appuie sur le buzzer, il accepte immédiatement l'offre du banquier. S'il referme le clapet, il refuse l'offre, et continue de jouer.
Son objectif est de faire douter le candidat et l'inciter à prendre une mauvaise décision pour le priver de gagner la plus grosse des sommes. De plus, contrairement à l'animateur et aux candidats, le banquier connaît le contenu des boîtes.

## Diffusion

### TF1 (2004-2010)
Le jeu, animé par Arthur, a été diffusé à partir du 12 janvier 2004 jusqu'au 22 décembre 2006, Arthur voulant privilégier la scène plutôt que la télévision et ne pouvant plus consacrer assez de temps à son émission. Le jeu revient le 5 janvier 2009 avec un nouvel horaire (18 h 25 contre 19 h 00 auparavant) pour s'arrêter de nouveau le 24 avril 2009. Les raisons seraient dues à la crise économique car les candidats ne prennent plus beaucoup le risque de jouer le gros lot au risque de tout perdre et préféraient presque toujours s'arrêter avant la fin avec une somme raisonnable. TF1, sans démentir l'information, a seulement indiqué qu'il s'agissait de la fin de la session et que l'émission reviendrait plus tard dans l'année. La reprise en 2010 fait de nouveaux des scores moyens qui précipitent l'arrêt du jeu le 3 juin 2010.

#### Émissions spéciales
Du 10 juillet au 28 août 2004, le jeu est diffusé une fois par semaine, le samedi à 20 h 50, avec deux célébrités jouant chacune une partie.
Ces émissions ont réalisé des audiences décevantes pour la chaîne avec en moyenne 3 800 000 de téléspectateurs pour les sept premiers numéros. La concurrence de Fort Boyard et des Jeux olympiques, le jour de diffusion en été et la participation de célébrités sont des explications avancées par Arthur pour justifier ces faibles scores.

### D8 (2014-2015)
Du 8 octobre au 5 décembre 2014, l'émission refait son apparition sur D8 avec Julien Courbet à la présentation pour une session de 40 émissions inédites. Les émissions ont été tournées en sept jours courant septembre. Cette saison est rediffusée dès le 10 août 2015.
Du 31 août au 30 octobre 2015 pour une session de 40 émissions inédites dont 3 spéciales enregistrées en mars de la même année.

### C8 (2020-2021)
Du 18 mai au 18 juin 2020, le jeu, animé par Cyril Hanouna, refait son apparition pour une session de 20 émissions cette fois-ci diffusées en direct de 20 h 15 à 21 h 30.
Du 31 août au 17 décembre 2020 en direct pour une session de 69 émissions. D'abord diffusé de 20 h 15 à 21 h 30, l'émission est programmé de 18 h 10 à 19 h 10 du 9 septembre au 17 décembre 2020. De plus, l'émission est également diffusée le vendredi du 4 septembre au 2 octobre 2020 avec Valérie Bénaïm à l'animation (remplacée par Bernard Montiel le 28 septembre 2020).
Du 4 janvier au 18 février 2021 de 18 h 10 à 19 h 40, l'émission est en direct pour une session de 28 émissions.
Christophe Dechavanne reprend la présentation du jeu du 14 au 25 juin 2021 de 19 h 40 à 21 h 05 pour une session de 10 émissions, désormais enregistrées,.

## Présentation
| Période de diffusion                   | Chaîne | Présentateur          |
| -------------------------------------- | ------ | --------------------- |
| Du 12 janvier 2004 au 22 décembre 2006 | TF1    | Arthur                |
| Du 5 janvier au 24 avril 2009          | TF1    | Arthur                |
| Du 12 avril au 3 juin 2010             | TF1    | Arthur                |
| Du 8 octobre au 5 décembre 2014        | D8     | Julien Courbet        |
| Du 31 août au 30 octobre 2015          | D8     | Julien Courbet        |
| Du 18 mai au 18 juin 2020              | C8     | Cyril Hanouna         |
| Du 31 août 2020 au 18 février 2021     | C8     | Cyril Hanouna         |
| Du 14 au 25 juin 2021                  | C8     | Christophe Dechavanne |

## Aspect mathématique et statistique
Le jeu a attiré l'attention des mathématiciens, statisticiens et économistes comme une expérience naturelle de prise de décision. Une équipe d'économistes a analysé les décisions des personnes qui participent en Europe et aux États-Unis à l'émission et a constaté, entre autres choses, que les concurrents ne sont pas très réfractaires au risque, voire recherchent le risque quand leur espérance de gain a chuté.
Ils constatent que les candidats se comportent de la même façon dans dix versions différentes du spectacle, malgré de grandes différences dans les montants en jeu ; les montants semblent être évalués de façons relatives, par exemple au prorata de la moyenne initiale, et non pas en termes de leur valeur monétaire absolue. Ce projet de recherche a reçu beaucoup d'attention de la part des médias américains.

## Produits dérivés
- Un jeu de société de la version TF1, édité par TF1 Games, sort en 2005. Un jeu de société de la version D8 sort en 2014, édité par Dujardin.

## Polémiques
Fin 2024, des critiques ont émergé sur le comportement d'Arthur dans l'émission À prendre ou à laisser entre 2004 et 2006. Il lui est reproché dans une vidéo de la journaliste Alice Welter des remarques sexistes ou des baisers et gestes non consentis envers les candidates. Face à la polémique, l'animateur précise qu'il s'agissait « d'une autre époque » et demande via sa société de production SAMARON de censurer toutes les archives de l'émission diffusées sur le web,,,.